# Premiership Rugby (2003/2004)
English Premiership 2003/2004 – siedemnasta edycja Premiership, najwyższego poziomu rozgrywek w rugby union w Anglii. Organizowane przez Rugby Football Union zawody odbyły się w dniach 12 września 2003 – 29 maja 2004 roku, a tytułu bronił zespół London Wasps.
Rozgrywki toczyły się w pierwszej fazie systemem ligowym w okresie jesień-wiosna, najlepszy po sezonie zasadniczym zespół awansował bezpośrednio do finału, dwa kolejne zmierzyły się w meczu półfinałowym o drugie w nim miejsce. Drugi tytuł mistrzowski z rzędu zdobył zespół London Wasps.

## Faza grupowa
| 12 września 200319:45 | Sale Sharks                                                                                                | 37:37 | Northampton Saints                                                                     | Edgeley Park, Stockport Widzów: 8105 Sędzia: Chris White |
| 12 września 200319:45 | Andrew Sheridan 5 (P) Jos Baxendell 12 (3pd 2K) Matt Cairns 5 (P) Steve Hanley 10 (2P) Stuart Turner 5 (P) | 37:37 | Bruce Reihana 5 (P) Jon Sleightholme 5 (P) Mark Tucker 5 (P) Shane Drahm 22 (P 4pd 3K) | Edgeley Park, Stockport Widzów: 8105 Sędzia: Chris White |

| 13 września 200314:45 | Harlequins                                                   | 33:27 | London Wasps                                                     | Twickenham Stoop, Londyn Widzów: 7223 Sędzia: Dave Pearson |
| 13 września 200314:45 | Andy Dunne 5 (P) Paul Burke 18 (3pd dg 3K) Ugo Monye 10 (2P) | 33:27 | Mark van Gisbergen 17 (pd 5K) Shane Roiser 5 (P) Tom Voyce 5 (P) | Twickenham Stoop, Londyn Widzów: 7223 Sędzia: Dave Pearson |
| 13 września 200314:45 | Ace Tiatia · Luke Sherriff                                   | 33:27 |                                                                  | Twickenham Stoop, Londyn Widzów: 7223 Sędzia: Dave Pearson |

| 13 września 200315:00 | Gloucester                              | 22:8 | Rotherham Titans                        | Kingsholm Stadium, Gloucester Widzów: 10114 Sędzia: Roy Maybank |
| 13 września 200315:00 | Henry Paul 17 (pd 5K) Rory Teague 5 (P) | 22:8 | Geraint Lewis 5 (P) Jason Strange 3 (K) | Kingsholm Stadium, Gloucester Widzów: 10114 Sędzia: Roy Maybank |

| 13 września 200315:00 | Leicester Tigers                                               | 29:19 | London Irish                                  | Welford Road, Leicester Widzów: 16029 Sędzia: Tony Spreadbury |
| 13 września 200315:00 | Henry Tuilagi 5 (P) Ollie Smith 5 (P) Tim Stimpson 19 (2pd 5K) | 29:19 | Mark Mapletoft 14 (pd 4K) Michael Horak 5 (P) | Welford Road, Leicester Widzów: 16029 Sędzia: Tony Spreadbury |
| 13 września 200315:00 | Louis Deacon                                                   | 29:19 | Rob Hardwick                                  | Welford Road, Leicester Widzów: 16029 Sędzia: Tony Spreadbury |

| 14 września 200314:30 | Leeds Tykes                                                                                         | 32:44 | Bath | Headingley Rugby Stadium, Headingley Widzów: 4093 Sędzia: Ashley Rowden |
| 14 września 200314:30 | Alan Dickens 5 (P) Colm Rigney 5 (P) Dan Scarbrough 5 (P) David Rees 5 (P) Duncan Hodge 12 (3pd 2K) | 32:44 | Alex Crockett 5 (P) Brendon Daniel 5 (P) Chris Malone 3 (dg) Matt Perry 5 (P) Olly Barkley 21 (3pd 5K) Zak Feauʻnati 5 (P) | Headingley Rugby Stadium, Headingley Widzów: 4093 Sędzia: Ashley Rowden |

| 14 września 200315:00 | Newcastle Falcons                                                | 20:25 | Saracens                                                          | Kingston Park, Newcastle upon Tyne Widzów: 7012 Sędzia: Steve Lander |
| 14 września 200315:00 | Dave Walder 10 (2pd dg K) James Grindal 5 (P) Warren Britz 5 (P) | 20:25 | Andy Goode 10 (2pd dg K) Paul Bailey 5 (P) Richard Haughton 5 (P) | Kingston Park, Newcastle upon Tyne Widzów: 7012 Sędzia: Steve Lander |

| 20 września 200314:15 | Bath                                                   | 24:6 | Northampton Saints | The Recreation Ground, Bath Widzów: 9381 Sędzia: Dave Pearson |
| 20 września 200314:15 | Lee Best 5 (P) Olly Barkley 14 (P 3K) Scott Gray 5 (P) | 24:6 | Shane Drahm 6 (2K) | The Recreation Ground, Bath Widzów: 9381 Sędzia: Dave Pearson |
| 20 września 200314:15 | Chris Budgen · Darren Fox                              | 24:6 |                    | The Recreation Ground, Bath Widzów: 9381 Sędzia: Dave Pearson |

| 20 września 200314:45 | Rotherham Titans                                               | 15:43 | Harlequins                                                                                        | Millmoor, Rotherham Widzów: 4003 Sędzia: Ashley Rowden |
| 20 września 200314:45 | Chris Johnson 5 (P) Geraint Lewis 5 (P) Jason Strange 5 (pd K) | 15:43 | Ace Tiatia 5 (P) Andy Dunne 5 (pd K) George Harder 5 (P) Paul Burke 13 (2pd 3K) Ugo Monye 15 (3P) | Millmoor, Rotherham Widzów: 4003 Sędzia: Ashley Rowden |

| 21 września 200315:00 | London Irish                                                    | 16:10 | Gloucester                                | Madejski Stadium, Reading Widzów: 9968 Sędzia: Chris White |
| 21 września 200315:00 | Barry Everitt 9 (dg 2K) Mark Mapletoft 2 (pd) Paul Sackey 5 (P) | 16:10 | Henry Paul 5 (pd K) Junior Paramore 5 (P) | Madejski Stadium, Reading Widzów: 9968 Sędzia: Chris White |

| 21 września 200315:00 | London Wasps                                                           | 33:10 | Leeds Tykes                                              | Adams Park, High Wycombe Widzów: 5721 Sędzia: Steve Lander |
| 21 września 200315:00 | Mark van Gisbergen 23 (P 3pd 4K) Peter Richards 5 (P) Rob Howley 5 (P) | 33:10 | Dan Scarbrough 5 (P) Duncan Hodge 2 (pd) Tim Walsh 3 (K) | Adams Park, High Wycombe Widzów: 5721 Sędzia: Steve Lander |

| 21 września 200315:00 | Newcastle Falcons                     | 9:8 | Sale Sharks                             | Kingston Park, Newcastle upon Tyne Widzów: 5628 Sędzia: Tony Spreadbury |
| 21 września 200315:00 | Ben Gollings 6 (2K) Dave Walder 3 (K) | 9:8 | Jos Baxendell 3 (K) Vaughan Going 5 (P) | Kingston Park, Newcastle upon Tyne Widzów: 5628 Sędzia: Tony Spreadbury |
| 21 września 200315:00 | Alex Sanderson · James Hoyle          | 9:8 |                                         | Kingston Park, Newcastle upon Tyne Widzów: 5628 Sędzia: Tony Spreadbury |

| 21 września 200315:00 | Saracens                                    | 19:19 | Leicester Tigers                           | Vicarage Road, Watford Widzów: 7730 Sędzia: Roy Maybank |
| 21 września 200315:00 | Andy Goode 14 (pd 4K) Morgan Williams 5 (P) | 19:19 | Tim Stimpson 14 (pd 4K) Will Skinner 5 (P) | Vicarage Road, Watford Widzów: 7730 Sędzia: Roy Maybank |
| 21 września 200315:00 | Joe Ross                                    | 19:19 |                                            | Vicarage Road, Watford Widzów: 7730 Sędzia: Roy Maybank |

| 26 września 200319:45 | Leicester Tigers                                                               | 28:21 | Newcastle Falcons                                                   | Welford Road, Leicester Widzów: 16815 Sędzia: Ashley Rowden |
| 26 września 200319:45 | Jim Hamilton 5 (P) John Holtby 5 (P) Ramiro Pez 5 (P) Tim Stimpson 13 (2pd 3K) | 28:21 | Ben Gollings 11 (pd 3K) Michael Stephenson 5 (P) Warren Britz 5 (P) | Welford Road, Leicester Widzów: 16815 Sędzia: Ashley Rowden |
| 26 września 200319:45 | Hugh Vyvyan · Mark Andrews                                                     | 28:21 |                                                                     | Welford Road, Leicester Widzów: 16815 Sędzia: Ashley Rowden |

| 26 września 200319:45 | Sale Sharks               | 9:14 | Bath                                     | Edgeley Park, Stockport Widzów: 6500 Sędzia: David Rose |
| 26 września 200319:45 | Braam van Straaten 9 (3K) | 9:14 | Brendon Daniel 5 (P) Olly Barkley 9 (3K) | Edgeley Park, Stockport Widzów: 6500 Sędzia: David Rose |
| 26 września 200319:45 | Graeme Bond               | 9:14 | Jonathan Humphreys                       | Edgeley Park, Stockport Widzów: 6500 Sędzia: David Rose |

| 26 września 200320:00 | Leeds Tykes                                                                  | 23:13 | Rotherham Titans                      | Headingley Rugby Stadium, Headingley Widzów: 4842 Sędzia: Dave Pearson |
| 26 września 200320:00 | Duncan Hodge 8 (pd 2K) Liam Botham 5 (P) Matt Cardey 5 (P) Ryan Walker 5 (P) | 23:13 | Jon Benson 5 (P) Phil Jones 8 (pd 2K) | Headingley Rugby Stadium, Headingley Widzów: 4842 Sędzia: Dave Pearson |
| 26 września 200320:00 | Russell Earnshaw                                                             | 23:13 |                                       | Headingley Rugby Stadium, Headingley Widzów: 4842 Sędzia: Dave Pearson |

| 27 września 200314:45 | Gloucester                                                                                    | 30:7 | Saracens                              | Kingsholm Stadium, Gloucester Widzów: 10050 Sędzia: Steve Leyshon |
| 27 września 200314:45 | Henry Paul 10 (2pd 2K) James Forrester 5 (P) James Simpson-Daniel 5 (P) Jon Goodridge 10 (2P) | 30:7 | Andy Goode 2 (pd) Taine Randell 5 (P) | Kingsholm Stadium, Gloucester Widzów: 10050 Sędzia: Steve Leyshon |
| 27 września 200314:45 | Kris Chesney · Ryan Peacey                                                                    | 30:7 |                                       | Kingsholm Stadium, Gloucester Widzów: 10050 Sędzia: Steve Leyshon |

| 27 września 200315:00 | Harlequins                               | 15:10 | London Irish                             | Twickenham Stoop, Londyn Widzów: 7523 Sędzia: Steve Lander |
| 27 września 200315:00 | Josh Taumalolo 3 (dg) Paul Burke 12 (4K) | 15:10 | Barry Everitt 5 (pd K) Edd Thrower 5 (P) | Twickenham Stoop, Londyn Widzów: 7523 Sędzia: Steve Lander |

| 27 września 200315:00 | Northampton Saints                                          | 27:17 | London Wasps                                                            | Franklin’s Gardens, Northampton Widzów: 10571 Sędzia: Roy Maybank |
| 27 września 200315:00 | Bruce Reihana 5 (P) Jon Clarke 5 (P) Shane Drahm 17 (pd 5K) | 27:17 | Johnny O’Connor 5 (P) Mark van Gisbergen 7 (2pd K) Peter Richards 5 (P) | Franklin’s Gardens, Northampton Widzów: 10571 Sędzia: Roy Maybank |
| 27 września 200315:00 | Jonny Barrett                                               | 27:17 |                                                                         | Franklin’s Gardens, Northampton Widzów: 10571 Sędzia: Roy Maybank |

| 4 października 200314:45 | Leicester Tigers                        | 16:22 | Sale Sharks                                     | Welford Road, Leicester Widzów: 15507 Sędzia: Dave Pearson |
| 4 października 200314:45 | Sam Vesty 5 (P) Tim Stimpson 11 (pd 3K) | 16:22 | Braam van Straaten 17 (pd 5K) Graeme Bond 5 (P) | Welford Road, Leicester Widzów: 15507 Sędzia: Dave Pearson |
| 4 października 200314:45 | Jim Hamilton · Josh Kronfeld            | 16:22 | Dean Schofield                                  | Welford Road, Leicester Widzów: 15507 Sędzia: Dave Pearson |

| 4 października 200315:00 | Rotherham Titans                         | 13:42 | Northampton Saints                                                                                                  | Millmoor, Rotherham Widzów: 3118 Sędzia: Martin Fox |
| 4 października 200315:00 | Jason Strange 7 (P pd) Phil Jones 6 (2K) | 13:42 | Chris Hyndman 5 (P) Dan Richmond 5 (P) Johnny Howard 5 (P) Nick Beal 5 (P) Rob Hunter 5 (P) Shane Drahm 17 (4pd 3K) | Millmoor, Rotherham Widzów: 3118 Sędzia: Martin Fox |
| 4 października 200315:00 | Robbie Morris                            | 13:42 | | Millmoor, Rotherham Widzów: 3118 Sędzia: Martin Fox |

| 5 października 200314:00 | London Wasps                                   | 19:20 | Bath                                            | Adams Park, High Wycombe Widzów: 7767 Sędzia: Robin Goodliffe |
| 5 października 200314:00 | Mark van Gisbergen 14 (pd 4K) Simon Shaw 5 (P) | 19:20 | Brendon Daniel 10 (2P) Olly Barkley 10 (2pd 2K) | Adams Park, High Wycombe Widzów: 7767 Sędzia: Robin Goodliffe |
| 5 października 200314:00 | Simon Shaw                                     | 19:20 | Jonathan Humphreys                              | Adams Park, High Wycombe Widzów: 7767 Sędzia: Robin Goodliffe |

| 5 października 200315:00 | London Irish                                                       | 31:16 | Leeds Tykes               | Madejski Stadium, Reading Widzów: 5725 Sędzia: Steve Leyshon |
| 5 października 200315:00 | Kieron Dawson 5 (P) Mark Mapletoft 21 (P 2pd 4K) Paul Sackey 5 (P) | 31:16 | Duncan Hodge 16 (P pd 3K) | Madejski Stadium, Reading Widzów: 5725 Sędzia: Steve Leyshon |

| 5 października 200315:00 | Newcastle Falcons                                                                  | 42:22 | Gloucester                                                                          | Kingston Park, Newcastle upon Tyne Widzów: 6102 Sędzia: Roy Maybank |
| 5 października 200315:00 | Ben Gollings 17 (4pd 3K) Jamie Noon 5 (P) Michael Stephenson 5 (P) Tom May 15 (3P) | 42:22 | Henry Paul 7 (2pd K) Jake Boer 5 (P) James Simpson-Daniel 5 (P) Jon Goodridge 5 (P) | Kingston Park, Newcastle upon Tyne Widzów: 6102 Sędzia: Roy Maybank |

| 5 października 200315:00 | Saracens                                                                                      | 39:33 | Harlequins                                                                    | Vicarage Road, Watford Widzów: 6380 Sędzia: David Rose |
| 5 października 200315:00 | Andy Goode 24 (3pd dg 5K) Richard Haughton 5 (P) Taine Randell 5 (P) Thomas Castaignede 5 (P) | 39:33 | Andy Dunne 7 (2pd K) Ceri Jones 5 (P) Paul Burke 11 (pd 3K) Simon Keogh 5 (P) | Vicarage Road, Watford Widzów: 6380 Sędzia: David Rose |
| 5 października 200315:00 | Andy Kershaw · Kris Chesney · Richard Haughton                                                | 39:33 |                                                                               | Vicarage Road, Watford Widzów: 6380 Sędzia: David Rose |

| 10 października 200319:45 | Sale Sharks                                                        | 33:37 | London Wasps                                                         | Edgeley Park, Stockport Widzów: 5803 Sędzia: Geraint Ashton Jones |
| 10 października 200319:45 | Braam van Straaten 18 (3pd 4K) Graeme Bond 5 (P) Matt Cairns 5 (P) | 33:37 | Fraser Waters 15 (3P) John Rudd 5 (P) Mark van Gisbergen 17 (4pd 3K) | Edgeley Park, Stockport Widzów: 5803 Sędzia: Geraint Ashton Jones |

| 11 października 200314:15 | Bath                                                                                    | 47:3 | Rotherham Titans    | The Recreation Ground, Bath Widzów: 8733 Sędzia: Wayne Barnes |
| 11 października 200314:15 | Andrew Higgins 10 (2P) Andy Beattie 5 (P) Matt Stevens 5 (P) Olly Barkley 27 (P 5pd 4K) | 47:3 | Jason Strange 3 (K) | The Recreation Ground, Bath Widzów: 8733 Sędzia: Wayne Barnes |
| 11 października 200314:15 | Charlie Harrison · Craig Short                                                          | 47:3 |                     | The Recreation Ground, Bath Widzów: 8733 Sędzia: Wayne Barnes |

| 11 października 200314:45 | Gloucester                                                  | 24:3 | Leicester Tigers   | Kingsholm Stadium, Gloucester Widzów: 11000 Sędzia: Ashley Rowden |
| 11 października 200314:45 | Henry Paul 14 (pd 4K) Marcel Garvey 5 (P) Robert Todd 5 (P) | 24:3 | Tim Stimpson 3 (K) | Kingsholm Stadium, Gloucester Widzów: 11000 Sędzia: Ashley Rowden |

| 11 października 200315:00 | Harlequins         | 18:11 | Newcastle Falcons      | Twickenham Stoop, Londyn Widzów: 6523 Sędzia: Roy Maybank |
| 11 października 200315:00 | Paul Burke 18 (6K) | 18:11 | Ben Gollings 11 (P 2K) | Twickenham Stoop, Londyn Widzów: 6523 Sędzia: Roy Maybank |
| 11 października 200315:00 | Mark Andrews       | 18:11 |                        | Twickenham Stoop, Londyn Widzów: 6523 Sędzia: Roy Maybank |

| 11 października 200315:00 | Northampton Saints                           | 24:30 | London Irish                                                                           | Franklin’s Gardens, Northampton Widzów: 10384 Sędzia: Dave Pearson |
| 11 października 200315:00 | Mark Robinson 5 (P) Shane Drahm 19 (P pd 4K) | 24:30 | Barry Everitt 3 (K) Justin Bishop 5 (P) Mark Mapletoft 17 (P 3pd 2K) Paul Sackey 5 (P) | Franklin’s Gardens, Northampton Widzów: 10384 Sędzia: Dave Pearson |
| 11 października 200315:00 | Robbie Morris                                | 24:30 | Kieron Dawson                                                                          | Franklin’s Gardens, Northampton Widzów: 10384 Sędzia: Dave Pearson |

| 12 października 200315:00 | Leeds Tykes | 41:31 | Saracens                                                             | Headingley Rugby Stadium, Headingley Widzów: 2888 Sędzia: Robin Goodliffe |
| 12 października 200315:00 | Dan Hyde 5 (P) Dan Scarbrough 10 (2P) Duncan Hodge 10 (P pd K) Phil Christophers 5 (P) Rob Rawlinson 5 (P) Tim Walsh 6 (2K) | 41:31 | Andy Goode 21 (P 2pd 4K) Ben Johnston 5 (P) Thomas Castaignede 5 (P) | Headingley Rugby Stadium, Headingley Widzów: 2888 Sędzia: Robin Goodliffe |

| 17 października 200319:45 | Rotherham Titans                                             | 14:28 | Sale Sharks                                                                              | Millmoor, Rotherham Widzów: 2229 Sędzia: Roy Maybank |
| 17 października 200319:45 | Chris Johnson 5 (P) James Cockle 5 (P) Jason Strange 4 (2pd) | 14:28 | Braam van Straaten 13 (2pd 3K) Graeme Bond 5 (P) Mark Cueto 5 (P) Stuart Pinkerton 5 (P) | Millmoor, Rotherham Widzów: 2229 Sędzia: Roy Maybank |

| 18 października 200315:30 | Harlequins                              | 0:16 | Gloucester | Twickenham Stoop, Londyn Widzów: 6223 Sędzia: Steve Leyshon |
| 18 października 200315:30 | Henry Paul 11 (pd 3K) Robert Todd 5 (P) | 0:16 |            | Twickenham Stoop, Londyn Widzów: 6223 Sędzia: Steve Leyshon |

| 18 października 200316:00 | Northampton Saints                                              | 33:20 | Newcastle Falcons                                                           | Franklin’s Gardens, Northampton Widzów: 9923 Sędzia: Geraint Ashton Jones |
| 18 października 200316:00 | Johnny Howard 5 (P) Nick Beal 10 (2P) Shane Drahm 18 (P 2pd 3K) | 33:20 | Dave Walder 5 (pd K) Hugh Vyvyan 5 (P) Jamie Noon 5 (P) Marius Hurter 5 (P) | Franklin’s Gardens, Northampton Widzów: 9923 Sędzia: Geraint Ashton Jones |

| 19 października 200314:00 | Bath                                                          | 25:3 | Saracens         | The Recreation Ground, Bath Widzów: 9154 Sędzia: Ashley Rowden |
| 19 października 200314:00 | Alex Crockett 5 (P) Michael Lipman 5 (P) Olly Barkley 15 (5K) | 25:3 | Andy Goode 3 (K) | The Recreation Ground, Bath Widzów: 9154 Sędzia: Ashley Rowden |

| 19 października 200314:30 | Leeds Tykes                                                                    | 39:18 | Leicester Tigers                                                           | Headingley Rugby Stadium, Headingley Widzów: 4073 Sędzia: Dave Pearson |
| 19 października 200314:30 | Dan Hyde 5 (P) Duncan Hodge 24 (P 2pd 5K) Jimmy Ponton 5 (P) Matt Cardey 5 (P) | 39:18 | Luke Myring 3 (K) Sam Vesty 5 (P) Tim Stimpson 5 (pd K) Will Skinner 5 (P) | Headingley Rugby Stadium, Headingley Widzów: 4073 Sędzia: Dave Pearson |
| 19 października 200314:30 | Jim Hamilton                                                                   | 39:18 |                                                                            | Headingley Rugby Stadium, Headingley Widzów: 4073 Sędzia: Dave Pearson |

| 19 października 200315:00 | London Wasps                                     | 22:15 | London Irish           | Adams Park, High Wycombe Widzów: 6463 Sędzia: Wayne Barnes |
| 19 października 200315:00 | Mark van Gisbergen 17 (pd 5K) Shane Roiser 5 (P) | 22:15 | Mark Mapletoft 15 (5K) | Adams Park, High Wycombe Widzów: 6463 Sędzia: Wayne Barnes |
| 19 października 200315:00 | Rob Hoadley                                      | 22:15 |                        | Adams Park, High Wycombe Widzów: 6463 Sędzia: Wayne Barnes |

| 25 października 200314:45 | Newcastle Falcons                        | 19:17 | Bath                                     | Kingston Park, Newcastle upon Tyne Widzów: 4885 Sędzia: Dave Pearson |
| 25 października 200314:45 | Dave Walder 14 (pd 4K) Phil Dowson 5 (P) | 19:17 | Olly Barkley 12 (4K) Zak Feauʻnati 5 (P) | Kingston Park, Newcastle upon Tyne Widzów: 4885 Sędzia: Dave Pearson |

| 25 października 200315:00 | Gloucester                                                              | 24:19 | Leeds Tykes                                | Kingsholm Stadium, Gloucester Widzów: 9832 Sędzia: Sean Davey |
| 25 października 200315:00 | Henry Paul 9 (3pd K) James Forrester 5 (P) James Simpson-Daniel 10 (2P) | 24:19 | Alan Dickens 5 (P) Duncan Hodge 14 (pd 4K) | Kingsholm Stadium, Gloucester Widzów: 9832 Sędzia: Sean Davey |

| 25 października 200315:00 | Leicester Tigers    | 15:32 | Northampton Saints                                             | Welford Road, Leicester Widzów: 16815 Sędzia: Roy Maybank |
| 25 października 200315:00 | Steve Booth 15 (5K) | 15:32 | Bruce Reihana 10 (2P) Nick Beal 3 (dg) Shane Drahm 19 (2pd 5K) | Welford Road, Leicester Widzów: 16815 Sędzia: Roy Maybank |
| 25 października 200315:00 | George Chuter       | 15:32 | Chris Budgen                                                   | Welford Road, Leicester Widzów: 16815 Sędzia: Roy Maybank |

| 25 października 200315:00 | Harlequins                                                            | 21:30 | Sale Sharks                                                                          | Twickenham Stoop, Londyn Widzów: 5123 Sędzia: Ashley Rowden |
| 25 października 200315:00 | Andy Dunne 2 (pd) Andy Reay 5 (P) Paul Burke 9 (3K) Simon Keogh 5 (P) | 21:30 | Braam van Straaten 15 (3pd 3K) Mark Cueto 5 (P) Matt Cairns 5 (P) Steve Hanley 5 (P) | Twickenham Stoop, Londyn Widzów: 5123 Sędzia: Ashley Rowden |
| 25 października 200315:00 | Bill Davison                                                          | 21:30 |                                                                                      | Twickenham Stoop, Londyn Widzów: 5123 Sędzia: Ashley Rowden |

| 26 października 200315:00 | London Irish | 47:26 | Rotherham Titans                                                 | Madejski Stadium, Reading Widzów: 5831 Sędzia: Robin Goodliffe |
| 26 października 200315:00 | Barry Everitt 12 (P 2pd K) Justin Bishop 5 (P) Mark Mapletoft 15 (3pd dg 2K) Michael Horak 10 (2P) Paul Sackey 5 (P) | 47:26 | Anthony Elliott 5 (P) Jason Strange 16 (2pd 4K) Jon Benson 5 (P) | Madejski Stadium, Reading Widzów: 5831 Sędzia: Robin Goodliffe |
| 26 października 200315:00 | Kieran Roche | 47:26 |                                                                  | Madejski Stadium, Reading Widzów: 5831 Sędzia: Robin Goodliffe |

| 26 października 200315:00 | Saracens         | 3:42 | London Wasps                                                                                           | Vicarage Road, Watford Widzów: 6950 Sędzia: Steve Leyshon |
| 26 października 200315:00 | Andy Goode 3 (K) | 3:42 | Craig Dowd 5 (P) Fraser Waters 5 (P) Ian Clarke 5 (P) Mark van Gisbergen 17 (4pd 3K) Tom Voyce 10 (2P) | Vicarage Road, Watford Widzów: 6950 Sędzia: Steve Leyshon |
| 26 października 200315:00 | Ben Broster      | 3:42 | | Vicarage Road, Watford Widzów: 6950 Sędzia: Steve Leyshon |

| 31 października 200319:45 | Sale Sharks                                                         | 26:28 | London Irish                                   | Edgeley Park, Stockport Widzów: 5605 Sędzia: Roy Maybank |
| 31 października 200319:45 | Braam van Straaten 16 (2pd 4K) Graeme Bond 5 (P) Steve Hanley 5 (P) | 26:28 | Barry Everitt 23 (pd dg 6K) Rob Hardwick 5 (P) | Edgeley Park, Stockport Widzów: 5605 Sędzia: Roy Maybank |

| 31 października 200320:00 | Leeds Tykes                                     | 16:30 | Harlequins                                                                    | Headingley Rugby Stadium, Headingley Widzów: 3205 Sędzia: David Rose |
| 31 października 200320:00 | Duncan Hodge 11 (pd 3K) Phil Christophers 5 (P) | 16:30 | Andy Dunne 18 (P 2pd 3K) Chris Bell 5 (P) Paul Burke 2 (pd) Simon Keogh 5 (P) | Headingley Rugby Stadium, Headingley Widzów: 3205 Sędzia: David Rose |

| 1 listopada 200314:15 | Bath                                                                                | 31:17 | Leicester Tigers                          | The Recreation Ground, Bath Widzów: 9980 Sędzia: Ashley Rowden |
| 1 listopada 200314:15 | Chris Malone 3 (dg) Matt Perry 5 (P) Olly Barkley 18 (P 2pd 3K) Zak Feauʻnati 5 (P) | 31:17 | Austin Healey 5 (P) Ramiro Pez 12 (dg 3K) | The Recreation Ground, Bath Widzów: 9980 Sędzia: Ashley Rowden |
| 1 listopada 200314:15 | David Flatman · Steve Borthwick                                                     | 31:17 | Adam Balding · Ramiro Pez                 | The Recreation Ground, Bath Widzów: 9980 Sędzia: Ashley Rowden |

| 1 listopada 200314:45 | Northampton Saints                                                                    | 30:17 | Gloucester                                                  | Franklin’s Gardens, Northampton Widzów: 11026 Sędzia: Robin Goodliffe |
| 1 listopada 200314:45 | Bruce Reihana 6 (2K) Chris Budgen 5 (P) Jon Sleightholme 5 (P) Shane Drahm 14 (pd 4K) | 30:17 | Andy Hazell 5 (P) Henry Paul 2 (pd) James Forrester 10 (2P) | Franklin’s Gardens, Northampton Widzów: 11026 Sędzia: Robin Goodliffe |
| 1 listopada 200314:45 | Andrew Blowers · Mark Tucker · Mark Robinson                                          | 30:17 | Adam Eustace · Andy Hazell                                  | Franklin’s Gardens, Northampton Widzów: 11026 Sędzia: Robin Goodliffe |

| 1 listopada 200315:00 | Rotherham Titans   | 12:25 | Saracens                                  | Millmoor, Rotherham Widzów: 2500 Sędzia: Sean Davey |
| 1 listopada 200315:00 | Phil Jones 12 (4K) | 12:25 | Andy Goode 20 (pd 6K) Taine Randell 5 (P) | Millmoor, Rotherham Widzów: 2500 Sędzia: Sean Davey |
| 1 listopada 200315:00 | Kris Chesney       | 12:25 |                                           | Millmoor, Rotherham Widzów: 2500 Sędzia: Sean Davey |

| 2 listopada 200315:00 | London Wasps                                                                       | 30:26 | Newcastle Falcons                                                                    | Adams Park, High Wycombe Widzów: 5151 Sędzia: Steve Leyshon |
| 2 listopada 200315:00 | Craig Dowd 5 (P) John Rudd 5 (P) Mark van Gisbergen 15 (3pd 3K) Shane Roiser 5 (P) | 30:26 | Dave Walder 11 (pd 3K) Hugh Vyvyan 5 (P) Michael Stephenson 5 (P) Warren Britz 5 (P) | Adams Park, High Wycombe Widzów: 5151 Sędzia: Steve Leyshon |

| 8 listopada 200314:45 | Sale Sharks | 37:21 | Leeds Tykes                                                                                | Edgeley Park, Stockport Widzów: 3367 Sędzia: Robin Goodliffe |
| 8 listopada 200314:45 | Braam van Straaten 12 (3pd 2K) Charlie Hodgson 5 (P) Graeme Bond 5 (P) Matt Cairns 5 (P) Steve Hanley 5 (P) Vaughan Going 5 (P) | 37:21 | Clive Stuart-Smith 5 (P) Dan Scarbrough 5 (P) Duncan Hodge 6 (3pd) Phil Christophers 5 (P) | Edgeley Park, Stockport Widzów: 3367 Sędzia: Robin Goodliffe |
| 8 listopada 200314:45 | Kevin Yates · Nick Walshe | 37:21 | Matt Salter                                                                                | Edgeley Park, Stockport Widzów: 3367 Sędzia: Robin Goodliffe |

| 8 listopada 200315:00 | Gloucester                            | 14:20 | Bath                                         | Kingsholm Stadium, Gloucester Widzów: 11000 Sędzia: Roy Maybank |
| 8 listopada 200315:00 | Henry Paul 9 (3K) Marcel Garvey 5 (P) | 14:20 | Olly Barkley 15 (P 2pd 2K) Robbie Kydd 5 (P) | Kingsholm Stadium, Gloucester Widzów: 11000 Sędzia: Roy Maybank |
| 8 listopada 200315:00 | Andy Beattie                          | 14:20 |                                              | Kingsholm Stadium, Gloucester Widzów: 11000 Sędzia: Roy Maybank |

| 8 listopada 200315:00 | Leicester Tigers                                                                   | 32:22 | London Wasps                                    | Welford Road, Leicester Widzów: 15384 Sędzia: Ashley Rowden |
| 8 listopada 200315:00 | Austin Healey 3 (dg) Jimmy Richards 5 (P) Neil Baxter 5 (P) Ramiro Pez 19 (2pd 5K) | 32:22 | Mark Denney 5 (P) Mark van Gisbergen 17 (pd 5K) | Welford Road, Leicester Widzów: 15384 Sędzia: Ashley Rowden |

| 8 listopada 200315:00 | Harlequins | 43:21 | Northampton Saints                                                          | Twickenham Stoop, Londyn Widzów: 6223 Sędzia: Martin Fox |
| 8 listopada 200315:00 | Andy Dunne 2 (pd) Pat Sanderson 5 (P) Paul Burke 16 (2pd 4K) Simon Keogh 10 (2P) Tani Fuga 5 (P) Ugo Monye 5 (P) | 43:21 | Andrew Blowers 5 (P) Grant Seely 5 (P) Rob Hunter 5 (P) Shane Drahm 6 (3pd) | Twickenham Stoop, Londyn Widzów: 6223 Sędzia: Martin Fox |
| 8 listopada 200315:00 | Tani Fuga · Tony Diprose                                                                                         | 43:21 |                                                                             | Twickenham Stoop, Londyn Widzów: 6223 Sędzia: Martin Fox |

| 9 listopada 200315:00 | Newcastle Falcons                                                                                  | 56:10 | Rotherham Titans                          | Kingston Park, Newcastle upon Tyne Widzów: 5452 Sędzia: David Rose |
| 9 listopada 200315:00 | Dave Walder 21 (6pd 3K) James Grindal 5 (P) Jamie Noon 10 (2P) Matt Thompson 5 (P) Tom May 15 (3P) | 56:10 | Anthony Elliott 5 (P) Jon Benson 5 (pd K) | Kingston Park, Newcastle upon Tyne Widzów: 5452 Sędzia: David Rose |
| 9 listopada 200315:00 | Matt Thompson                                                                                      | 56:10 | Jon Pritchard                             | Kingston Park, Newcastle upon Tyne Widzów: 5452 Sędzia: David Rose |

| 9 listopada 200315:00 | Saracens                                                                | 31:34 | London Irish                                                                           | Vicarage Road, Watford Widzów: 5013 Sędzia: Geraint Ashton Jones |
| 9 listopada 200315:00 | Andy Goode 15 (P 2pd dg K) Nicky Little 6 (2K) Richard Haughton 10 (2P) | 31:34 | Barry Everitt 19 (2pd 5K) Geoff Appleford 5 (P) Paul Sackey 5 (P) Ryan Strudwick 5 (P) | Vicarage Road, Watford Widzów: 5013 Sędzia: Geraint Ashton Jones |
| 9 listopada 200315:00 | Tony Roques                                                             | 31:34 | Rob Hardwick · Ryan Strudwick                                                          | Vicarage Road, Watford Widzów: 5013 Sędzia: Geraint Ashton Jones |

| 21 listopada 200319:45 | London Wasps                                                    | 20:12 | Gloucester         | Adams Park, High Wycombe Widzów: 7288 Sędzia: Ashley Rowden |
| 21 listopada 200319:45 | Alex King 3 (dg) Fraser Waters 5 (P) Mark van Gisbergen 12 (4K) | 20:12 | Henry Paul 12 (4K) | Adams Park, High Wycombe Widzów: 7288 Sędzia: Ashley Rowden |

| 21 listopada 200319:45 | Sale Sharks                                                                                                  | 33:3 | Saracens         | Edgeley Park, Stockport Widzów: 5487 Sędzia: Martin Fox |
| 21 listopada 200319:45 | Barry Stewart 5 (P) Braam van Straaten 16 (2pd 4K) Charlie Hodgson 2 (pd) Chris Jones 5 (P) Mark Cueto 5 (P) | 33:3 | Andy Goode 3 (K) | Edgeley Park, Stockport Widzów: 5487 Sędzia: Martin Fox |
| 21 listopada 200319:45 | Ben Russell                                                                                                  | 33:3 |                  | Edgeley Park, Stockport Widzów: 5487 Sędzia: Martin Fox |

| 22 listopada 200314:15 | Bath                 | 18:10 | Harlequins                                             | The Recreation Ground, Bath Widzów: 9980 Sędzia: Roy Maybank |
| 22 listopada 200314:15 | Olly Barkley 18 (6K) | 18:10 | Andy Dunne 3 (K) Pat Sanderson 5 (P) Paul Burke 2 (pd) | The Recreation Ground, Bath Widzów: 9980 Sędzia: Roy Maybank |
| 22 listopada 200314:15 | Michael Lipman       | 18:10 |                                                        | The Recreation Ground, Bath Widzów: 9980 Sędzia: Roy Maybank |

| 22 listopada 200315:00 | Northampton Saints                                                                                        | 48:24 | Leeds Tykes                                                                 | Franklin’s Gardens, Northampton Widzów: 11292 Sędzia: Steve Leyshon |
| 22 listopada 200315:00 | Bruce Reihana 12 (2P pd) James Brooks 5 (P) John Leslie 5 (P) Mark Tucker 5 (P) Shane Drahm 21 (P 5pd 2K) | 48:24 | Dan Hyde 5 (P) Dan Scarbrough 5 (P) Gordon Ross 9 (3pd K) Liam Botham 5 (P) | Franklin’s Gardens, Northampton Widzów: 11292 Sędzia: Steve Leyshon |
| 22 listopada 200315:00 | Dan Scarbrough · Gordon Ross                                                                              | 48:24 |                                                                             | Franklin’s Gardens, Northampton Widzów: 11292 Sędzia: Steve Leyshon |

| 22 listopada 200316:00 | Rotherham Titans                                         | 17:27 | Leicester Tigers                                            | Millmoor, Rotherham Widzów: 2900 Sędzia: Robin Goodliffe |
| 22 listopada 200316:00 | Anthony Elliott 5 (P) Jon Benson 2 (pd) Mike Umaga 5 (P) | 17:27 | Austin Healey 5 (P) Dan Lyle 5 (P) Ramiro Pez 17 (P 3pd 2K) | Millmoor, Rotherham Widzów: 2900 Sędzia: Robin Goodliffe |

| 23 listopada 200315:00 | London Irish             | 15:19 | Newcastle Falcons                          | Madejski Stadium, Reading Widzów: 6791 Sędzia: David Rose |
| 23 listopada 200315:00 | Barry Everitt 15 (dg 4K) | 15:19 | Dave Walder 14 (pd dg 3K) Jamie Noon 5 (P) | Madejski Stadium, Reading Widzów: 6791 Sędzia: David Rose |

| 29 listopada 200314:45 | Newcastle Falcons                                        | 20:23 | London Wasps                                                                        | Kingston Park, Newcastle upon Tyne Widzów: 10001 Sędzia: Steve Leyshon |
| 29 listopada 200314:45 | Ben Gollings 5 (P) Dave Walder 10 (2pd 2K) Tom May 5 (P) | 20:23 | Kenny Logan 5 (P) Mark van Gisbergen 8 (pd 2K) Peter Richards 5 (P) Tom Voyce 5 (P) | Kingston Park, Newcastle upon Tyne Widzów: 10001 Sędzia: Steve Leyshon |

| 29 listopada 200315:00 | Gloucester                                                                                 | 28:20 | Northampton Saints                                           | Kingsholm Stadium, Gloucester Widzów: 11000 Sędzia: Tony Spreadbury |
| 29 listopada 200315:00 | Henry Paul 13 (2pd 3K) James Simpson-Daniel 5 (P) Marcel Garvey 5 (P) Trevor Woodman 5 (P) | 28:20 | Mark Robinson 5 (P) Rob Hunter 5 (P) Shane Drahm 10 (2pd 2K) | Kingsholm Stadium, Gloucester Widzów: 11000 Sędzia: Tony Spreadbury |

| 29 listopada 200315:00 | Leicester Tigers   | 12:13 | Bath                                        | Welford Road, Leicester Widzów: 16815 Sędzia: Roy Maybank |
| 29 listopada 200315:00 | Ramiro Pez 12 (4K) | 12:13 | Andrew Higgins 5 (P) Olly Barkley 8 (pd 2K) | Welford Road, Leicester Widzów: 16815 Sędzia: Roy Maybank |
| 29 listopada 200315:00 | Martyn Wood        | 12:13 |                                             | Welford Road, Leicester Widzów: 16815 Sędzia: Roy Maybank |

| 29 listopada 200315:00 | Harlequins        | 9:16 | Leeds Tykes              | Twickenham Stoop, Londyn Widzów: 7123 Sędzia: Sean Davey |
| 29 listopada 200315:00 | Andy Dunne 9 (3K) | 9:16 | Gordon Ross 16 (P pd 3K) | Twickenham Stoop, Londyn Widzów: 7123 Sędzia: Sean Davey |

| 30 listopada 200315:00 | London Irish                              | 9:3 | Sale Sharks                 | Madejski Stadium, Reading Widzów: 7488 Sędzia: Wayne Barnes |
| 30 listopada 200315:00 | Barry Everitt 6 (2K) Mark Mapletoft 3 (K) | 9:3 | Braam van Straaten 3 (K)    | Madejski Stadium, Reading Widzów: 7488 Sędzia: Wayne Barnes |
| 30 listopada 200315:00 | Doug Wheatley                             | 9:3 | Kevin Yates · Stuart Turner | Madejski Stadium, Reading Widzów: 7488 Sędzia: Wayne Barnes |

| 30 listopada 200315:00 | Saracens                                                             | 29:10 | Rotherham Titans                        | Vicarage Road, Watford Widzów: 5680 Sędzia: Robin Goodliffe |
| 30 listopada 200315:00 | Denis Cech 5 (P) Richard Hill 5 (P) Thomas Castaignede 19 (2P 3pd K) | 29:10 | Geraint Lewis 5 (P) Jon Benson 5 (pd K) | Vicarage Road, Watford Widzów: 5680 Sędzia: Robin Goodliffe |
| 30 listopada 200315:00 | Johnny Marsters                                                      | 29:10 | Luke Gross                              | Vicarage Road, Watford Widzów: 5680 Sędzia: Robin Goodliffe |

| 19 grudnia 200319:45 | Sale Sharks                                                           | 27:27 | Harlequins                                                                | Edgeley Park, Stockport Widzów: 6643 Sędzia: Dave Pearson |
| 19 grudnia 200319:45 | Braam van Straaten 12 (3pd 2K) Jos Baxendell 5 (P) Mark Cueto 10 (2P) | 27:27 | Andy Dunne 12 (3pd 2K) Ceri Jones 5 (P) Jim Evans 5 (P) Simon Keogh 5 (P) | Edgeley Park, Stockport Widzów: 6643 Sędzia: Dave Pearson |
| 19 grudnia 200319:45 | Barry Stewart                                                         | 27:27 | Jon Dawson · Tony Diprose                                                 | Edgeley Park, Stockport Widzów: 6643 Sędzia: Dave Pearson |

| 20 grudnia 200313:00 | Rotherham Titans                                   | 10:15 | London Irish                                                   | Millmoor, Rotherham Widzów: 1910 Sędzia: Tony Spreadbury |
| 20 grudnia 200313:00 | Jon Benson 3 (K) Mike Wood 5 (P) Phil Jones 2 (pd) | 10:15 | Mark Mapletoft 5 (pd K) Michael Horak 5 (P) Paul Gustard 5 (P) | Millmoor, Rotherham Widzów: 1910 Sędzia: Tony Spreadbury |
| 20 grudnia 200313:00 | Brad MacLeod-Henderson                             | 10:15 |                                                                | Millmoor, Rotherham Widzów: 1910 Sędzia: Tony Spreadbury |

| 20 grudnia 200314:15 | Bath                                    | 20:10 | Newcastle Falcons                      | The Recreation Ground, Bath Widzów: 9800 Sędzia: Ashley Rowden |
| 20 grudnia 200314:15 | Andy Beattie 5 (P) Olly Barkley 15 (5K) | 20:10 | Dave Walder 5 (pd K) Phil Dowson 5 (P) | The Recreation Ground, Bath Widzów: 9800 Sędzia: Ashley Rowden |

| 20 grudnia 200314:45 | Northampton Saints                      | 14:0 | Leicester Tigers | Franklin’s Gardens, Northampton Widzów: 12150 Sędzia: Chris White |
| 20 grudnia 200314:45 | Andrew Blowers 5 (P) Shane Drahm 9 (3K) | 14:0 |                  | Franklin’s Gardens, Northampton Widzów: 12150 Sędzia: Chris White |

| 21 grudnia 200314:30 | Leeds Tykes                            | 22:18 | Gloucester         | Headingley Rugby Stadium, Headingley Widzów: 7467 Sędzia: Dave Pearson |
| 21 grudnia 200314:30 | Gordon Ross 17 (pd 5K) Matt Holt 5 (P) | 22:18 | Henry Paul 18 (6K) | Headingley Rugby Stadium, Headingley Widzów: 7467 Sędzia: Dave Pearson |
| 21 grudnia 200314:30 | Matt Salter                            | 22:18 | Junior Paramore    | Headingley Rugby Stadium, Headingley Widzów: 7467 Sędzia: Dave Pearson |

| 21 grudnia 200315:00 | London Wasps                                                                                    | 41:0 | Saracens | Adams Park, High Wycombe Widzów: 9350 Sędzia: Steve Leyshon |
| 21 grudnia 200315:00 | Alex King 16 (5pd 2K) Ayoola Erinle 5 (P) Craig Dowd 5 (P) Josh Lewsey 10 (2P) Rob Howley 5 (P) | 41:0 |          | Adams Park, High Wycombe Widzów: 9350 Sędzia: Steve Leyshon |

| 27 grudnia 200315:00 | Gloucester                                                           | 18:17 | Harlequins                                                 | Kingsholm Stadium, Gloucester Widzów: 11000 Sędzia: Tony Spreadbury |
| 27 grudnia 200315:00 | Henry Paul 8 (pd 2K) James Simpson-Daniel 5 (P) Trevor Woodman 5 (P) | 18:17 | Andy Dunne 7 (2pd K) Ceri Jones 5 (P) Will Greenwood 5 (P) | Kingsholm Stadium, Gloucester Widzów: 11000 Sędzia: Tony Spreadbury |
| 27 grudnia 200315:00 | Chris Fortey                                                         | 18:17 | Jim Evans                                                  | Kingsholm Stadium, Gloucester Widzów: 11000 Sędzia: Tony Spreadbury |

| 27 grudnia 200315:00 | Leicester Tigers | 39:11 | Leeds Tykes                          | Welford Road, Leicester Widzów: 16815 Sędzia: Dave Pearson |
| 27 grudnia 200315:00 | Andy Goode 14 (4pd 2K) Austin Healey 5 (P) Freddie Tuilagi 5 (P) Graham Rowntree 5 (P) Neil Back 5 (P) Neil Baxter 5 (P) | 39:11 | Gordon Ross 6 (2K) Matt Cardey 5 (P) | Welford Road, Leicester Widzów: 16815 Sędzia: Dave Pearson |
| 27 grudnia 200315:00 | Leon Lloyd | 39:11 |                                      | Welford Road, Leicester Widzów: 16815 Sędzia: Dave Pearson |

| 27 grudnia 200315:00 | Sale Sharks                                                                             | 35:7 | Rotherham Titans    | Edgeley Park, Stockport Widzów: 8797 Sędzia: Steve Leyshon |
| 27 grudnia 200315:00 | Charlie Hodgson 15 (3pd 3K) Chris Jones 10 (2P) Jason Robinson 5 (P) Steve Hanley 5 (P) | 35:7 | Phil Jones 7 (P pd) | Edgeley Park, Stockport Widzów: 8797 Sędzia: Steve Leyshon |
| 27 grudnia 200315:00 | Colin Noon                                                                              | 35:7 |                     | Edgeley Park, Stockport Widzów: 8797 Sędzia: Steve Leyshon |

| 27 grudnia 200315:00 | Saracens                                         | 15:24 | Bath                                                           | Vicarage Road, Watford Widzów: 11477 Sędzia: Martin Fox |
| 27 grudnia 200315:00 | Paul Bailey 5 (P) Thomas Castaignede 10 (P pd K) | 15:24 | Andrew Higgins 5 (P) Mike Tindall 5 (P) Olly Barkley 9 (3pd K) | Vicarage Road, Watford Widzów: 11477 Sędzia: Martin Fox |

| 27 grudnia 200315:15 | London Irish                                     | 19:34 | London Wasps                                                                                             | Madejski Stadium, Reading Widzów: 20318 Sędzia: Chris White |
| 27 grudnia 200315:15 | Mark Mapletoft 14 (pd dg 3K) Michael Horak 5 (P) | 19:34 | Alex King 14 (4pd 2K) Ayoola Erinle 5 (P) Mark van Gisbergen 5 (P) Richard Birkett 5 (P) Tom Voyce 5 (P) | Madejski Stadium, Reading Widzów: 20318 Sędzia: Chris White |

| 28 grudnia 200314:30 | Newcastle Falcons                                                     | 23:19 | Northampton Saints                                                             | Kingston Park, Newcastle upon Tyne Widzów: 10000 Sędzia: Ashley Rowden |
| 28 grudnia 200314:30 | Dave Walder 9 (P 2pd) Jonny Wilkinson 9 (3K) Michael Stephenson 5 (P) | 23:19 | Bruce Reihana 3 (K) John Leslie 5 (P) Paul Grayson 6 (2K) Shane Drahm 5 (pd K) | Kingston Park, Newcastle upon Tyne Widzów: 10000 Sędzia: Ashley Rowden |

| 1 stycznia 200415:00 | Saracens                                                                 | 27:3 | Leeds Tykes               | Vicarage Road, Watford Widzów: 9350 Sędzia: Ashley Rowden |
| 1 stycznia 200415:00 | Raphaël Ibañez 5 (P) Robbie Kydd 2 (pd) Thomas Castaignede 15 (P 2pd 2K) | 27:3 | Gordon Ross 3 (K)         | Vicarage Road, Watford Widzów: 9350 Sędzia: Ashley Rowden |
| 1 stycznia 200415:00 | Cobus Visagie · Steve Sparks                                             | 27:3 | Gary Powell · Matt Salter | Vicarage Road, Watford Widzów: 9350 Sędzia: Ashley Rowden |

| 3 stycznia 200414:45 | Leicester Tigers                                         | 18:28 | Gloucester                                                                          | Welford Road, Leicester Widzów: 16815 Sędzia: Roy Maybank |
| 3 stycznia 200414:45 | Andy Goode 8 (pd 2K) Neil Baxter 5 (P) Ollie Smith 5 (P) | 18:28 | Alex Brown 5 (P) Duncan McRae 11 (P 2dg) Henry Paul 7 (2pd K) Junior Paramore 5 (P) | Welford Road, Leicester Widzów: 16815 Sędzia: Roy Maybank |

| 4 stycznia 200414:30 | Newcastle Falcons                                                                    | 25:29 | Harlequins                                                                                                   | Kingston Park, Newcastle upon Tyne Widzów: 7975 Sędzia: Chris White |
| 4 stycznia 200414:30 | Dave Walder 10 (2pd dg K) Epi Taione 5 (P) Jamie Noon 5 (P) Michael Stephenson 5 (P) | 25:29 | Adrian Jarvis 2 (pd) Andy Dunne 7 (2pd K) Ceri Jones 5 (P) Gavin Duffy 5 (P) Jim Evans 5 (P) Ugo Monye 5 (P) | Kingston Park, Newcastle upon Tyne Widzów: 7975 Sędzia: Chris White |

| 4 stycznia 200415:00 | London Irish                                                  | 15:36 | Northampton Saints                                                                | Madejski Stadium, Reading Widzów: 10004 Sędzia: Dave Pearson |
| 4 stycznia 200415:00 | Mark Mapletoft 5 (pd K) Michael Horak 5 (P) Paul Sackey 5 (P) | 15:36 | Bruce Reihana 5 (P) Mark Robinson 5 (P) Paul Grayson 21 (3pd 5K) Rob Hunter 5 (P) | Madejski Stadium, Reading Widzów: 10004 Sędzia: Dave Pearson |

| 4 stycznia 200415:00 | London Wasps                                                                     | 26:10 | Sale Sharks                                | Adams Park, High Wycombe Widzów: 9506 Sędzia: Tony Spreadbury |
| 4 stycznia 200415:00 | Alex King 11 (pd 3K) Lawrence Dallaglio 5 (P) Paul Volley 5 (P) Simon Shaw 5 (P) | 26:10 | Charlie Hodgson 5 (pd K) Chris Jones 5 (P) | Adams Park, High Wycombe Widzów: 9506 Sędzia: Tony Spreadbury |

| 4 stycznia 200415:00 | Rotherham Titans                                                      | 18:34 | Bath                                                                                 | Millmoor, Rotherham Widzów: 6894 Sędzia: Geraint Ashton Jones |
| 4 stycznia 200415:00 | Brad MacLeod-Henderson 5 (P) Geraint Lewis 5 (P) Jon Benson 8 (pd 2K) | 18:34 | Alex Crockett 5 (P) Olly Barkley 19 (P 4pd 2K) Wylie Human 5 (P) Zak Feauʻnati 5 (P) | Millmoor, Rotherham Widzów: 6894 Sędzia: Geraint Ashton Jones |

| 6 lutego 200419:45 | Sale Sharks                  | 3:3 | Leicester Tigers | Edgeley Park, Stockport Widzów: 10541 Sędzia: Ashley Rowden |
| 6 lutego 200419:45 | Mike Hercus 3 (K)            | 3:3 | Andy Goode 3 (K) | Edgeley Park, Stockport Widzów: 10541 Sędzia: Ashley Rowden |
| 6 lutego 200419:45 | Dean Schofield · Matt Cairns | 3:3 | Martin Corry     | Edgeley Park, Stockport Widzów: 10541 Sędzia: Ashley Rowden |

| 6 lutego 200420:00 | Leeds Tykes        | 9:16 | London Irish                                                        | Headingley Rugby Stadium, Headingley Widzów: 3230 Sędzia: Tony Spreadbury |
| 6 lutego 200420:00 | Gordon Ross 9 (3K) | 9:16 | Barry Everitt 6 (2dg) Geoff Appleford 5 (P) Mark Mapletoft 5 (pd K) | Headingley Rugby Stadium, Headingley Widzów: 3230 Sędzia: Tony Spreadbury |

| 7 lutego 200414:40 | Bath                | 6:10 | London Wasps                   | The Recreation Ground, Bath Widzów: 9980 Sędzia: Chris White |
| 7 lutego 200414:40 | Olly Barkley 6 (2K) | 6:10 | Mark van Gisbergen 10 (P pd K) | The Recreation Ground, Bath Widzów: 9980 Sędzia: Chris White |

| 7 lutego 200415:00 | Gloucester | 36:12 | Newcastle Falcons                                   | Kingsholm Stadium, Gloucester Widzów: 11000 Sędzia: Dave Pearson |
| 7 lutego 200415:00 | Duncan McRae 5 (P) Henry Paul 11 (4pd K) James Forrester 5 (P) Marcel Garvey 5 (P) Robert Todd 5 (P) Terry Fanolua 5 (P) | 36:12 | Dave Walder 2 (pd) Tom May 5 (P) Warren Britz 5 (P) | Kingsholm Stadium, Gloucester Widzów: 11000 Sędzia: Dave Pearson |

| 7 lutego 200415:00 | Harlequins         | 12:10 | Saracens                               | Twickenham Stoop, Londyn Widzów: 8170 Sędzia: Roy Maybank |
| 7 lutego 200415:00 | Paul Burke 12 (4K) | 12:10 | Ben Broster 5 (P) Robbie Kydd 5 (pd K) | Twickenham Stoop, Londyn Widzów: 8170 Sędzia: Roy Maybank |

| 7 lutego 200415:00 | Northampton Saints                                              | 18:8 | Rotherham Titans                    | Franklin’s Gardens, Northampton Widzów: 10839 Sędzia: Steve Leyshon |
| 7 lutego 200415:00 | Ben Cohen 5 (P) Oriol Ripol Fortuny 5 (P) Shane Drahm 8 (pd 2K) | 18:8 | Guy Easterby 5 (P) Jon Benson 3 (K) | Franklin’s Gardens, Northampton Widzów: 10839 Sędzia: Steve Leyshon |
| 7 lutego 200415:00 | Bloues Volschenk                                                | 18:8 |                                     | Franklin’s Gardens, Northampton Widzów: 10839 Sędzia: Steve Leyshon |

| 14 lutego 200415:00 | Rotherham Titans                                        | 20:27 | London Wasps                                                                                      | Millmoor, Rotherham Widzów: 2200 Sędzia: Wayne Barnes |
| 14 lutego 200415:00 | Andy Long 5 (P) Colin Noon 5 (P) Jon Benson 10 (2pd 2K) | 20:27 | Fraser Waters 4 (2pd) Harvey Biljon 3 (K) Peter Richards 10 (2P) Rob Howley 5 (P) Tim Payne 5 (P) | Millmoor, Rotherham Widzów: 2200 Sędzia: Wayne Barnes |

| 14 lutego 200418:00 | Gloucester                                                                            | 38:12 | Sale Sharks                                             | Kingsholm Stadium, Gloucester Widzów: 10993 Sędzia: Tony Spreadbury |
| 14 lutego 200418:00 | Duncan McRae 13 (5pd K) Jake Boer 5 (P) Junior Paramore 5 (P) Rodrigo Roncero 10 (2P) | 38:12 | Chris Mayor 5 (P) Mike Hercus 2 (pd) Scott Benton 5 (P) | Kingsholm Stadium, Gloucester Widzów: 10993 Sędzia: Tony Spreadbury |
| 14 lutego 200418:00 | Alex Sanderson                                                                        | 38:12 |                                                         | Kingsholm Stadium, Gloucester Widzów: 10993 Sędzia: Tony Spreadbury |

| 15 lutego 200413:00 | Saracens                                    | 18:22 | Northampton Saints                                               | Vicarage Road, Watford Widzów: 5651 Sędzia: Steve Leyshon |
| 15 lutego 200413:00 | Nicky Little 13 (P pd 2K) Robbie Kydd 5 (P) | 18:22 | Bruce Reihana 5 (P) Chris Hyndman 5 (P) Shane Drahm 12 (P 2pd K) | Vicarage Road, Watford Widzów: 5651 Sędzia: Steve Leyshon |
| 15 lutego 200413:00 | Raphaël Ibañez                              | 18:22 | Mark Robinson                                                    | Vicarage Road, Watford Widzów: 5651 Sędzia: Steve Leyshon |

| 15 lutego 200413:30 | Newcastle Falcons                                                              | 25:28 | Leeds Tykes                                                                          | Kingston Park, Newcastle upon Tyne Widzów: 7503 Sędzia: Ashley Rowden |
| 15 lutego 200413:30 | Daryl Lilley 10 (P pd K) Jamie Noon 5 (P) Mark Mayerhofler 5 (P) Tom May 5 (P) | 25:28 | Alan Dickens 5 (P) Dan Scarbrough 5 (P) Gordon Ross 13 (2pd dg 2K) Matt Salter 5 (P) | Kingston Park, Newcastle upon Tyne Widzów: 7503 Sędzia: Ashley Rowden |

| 21 lutego 200414:15 | Bath                                        | 22:13 | Leeds Tykes                            | The Recreation Ground, Bath Widzów: 9818 Sędzia: David Rose |
| 21 lutego 200414:15 | Chris Malone 17 (pd 5K) Zak Feauʻnati 5 (P) | 22:13 | Dan Hyde 5 (P) Gordon Ross 8 (pd dg K) | The Recreation Ground, Bath Widzów: 9818 Sędzia: David Rose |
| 21 lutego 200414:15 | Matt Salter                                 | 22:13 |                                        | The Recreation Ground, Bath Widzów: 9818 Sędzia: David Rose |

| 21 lutego 200414:30 | London Irish                  | 9:22 | Leicester Tigers                            | Madejski Stadium, Reading Widzów: 10836 Sędzia: Steve Leyshon |
| 21 lutego 200414:30 | Mark Mapletoft 9 (3K)         | 9:22 | Andy Goode 17 (pd dg 4K) Daryl Gibson 5 (P) | Madejski Stadium, Reading Widzów: 10836 Sędzia: Steve Leyshon |
| 21 lutego 200414:30 | Graham Rowntree · Ollie Smith | 9:22 |                                             | Madejski Stadium, Reading Widzów: 10836 Sędzia: Steve Leyshon |

| 21 lutego 200415:00 | Northampton Saints | 51:12 | Sale Sharks                                               | Franklin’s Gardens, Northampton Widzów: 11756 Sędzia: Roy Maybank |
| 21 lutego 200415:00 | Bruce Reihana 10 (2P) Grant Seely 5 (P) Johnny Howard 5 (P) Mark Soden 5 (P) Mark Tucker 5 (P) Oriol Ripol Fortuny 5 (P) Shane Drahm 11 (4pd K) Steve Williams 5 (P) | 51:12 | Mike Hercus 2 (pd) Steve Hanley 5 (P) Vaughan Going 5 (P) | Franklin’s Gardens, Northampton Widzów: 11756 Sędzia: Roy Maybank |

| 22 lutego 200415:00 | Rotherham Titans                                                         | 21:35 | Gloucester                                                                | Millmoor, Rotherham Widzów: 2250 Sędzia: Ashley Rowden |
| 22 lutego 200415:00 | Brad MacLeod-Henderson 5 (P) Giscard Pieters 5 (P) Jon Benson 11 (pd 3K) | 21:35 | Duncan McRae 15 (3pd dg 2K) James Forrester 10 (2P) Terry Fanolua 10 (2P) | Millmoor, Rotherham Widzów: 2250 Sędzia: Ashley Rowden |

| 22 lutego 200415:00 | Saracens | 32:27 | Newcastle Falcons                                         | Vicarage Road, Watford Widzów: 7516 Sędzia: Wayne Barnes |
| 22 lutego 200415:00 | Richard Haughton 10 (2P) Robbie Kydd 3 (K) Ryan Peacey 5 (P) Taine Randell 5 (P) Thomas Castaignede 9 (3pd K) | 32:27 | Dave Walder 12 (P 2pd K) Joe Shaw 5 (P) Phil Dowson 5 (P) | Vicarage Road, Watford Widzów: 7516 Sędzia: Wayne Barnes |
| 22 lutego 200415:00 | Epi Taione · Garath Archer                                                                                    | 32:27 |                                                           | Vicarage Road, Watford Widzów: 7516 Sędzia: Wayne Barnes |

| 22 lutego 200418:00 | London Wasps                                                                | 22:21 | Harlequins                                               | Adams Park, High Wycombe Widzów: 8549 Sędzia: Chris White |
| 22 lutego 200418:00 | Ayoola Erinle 5 (P) George Skivington 5 (P) Mark van Gisbergen 12 (P 2pd K) | 22:21 | Andy Dunne 6 (3pd) Pat Sanderson 10 (2P) Ugo Monye 5 (P) | Adams Park, High Wycombe Widzów: 8549 Sędzia: Chris White |
| 22 lutego 200418:00 | Karl Rudzki · Laurent Gomez                                                 | 22:21 |                                                          | Adams Park, High Wycombe Widzów: 8549 Sędzia: Chris White |

| 19 marca 200419:45 | Leicester Tigers                                                          | 30:21 | Harlequins                                                   | Welford Road, Leicester Widzów: 16815 Sędzia: Ashley Rowden |
| 19 marca 200419:45 | Andy Goode 15 (3pd 3K) Daryl Gibson 5 (P) Jaco van der Westhuyzen 10 (2P) | 30:21 | Andy Dunne 11 (pd 3K) Gavin Duffy 5 (P) Josh Taumalolo 5 (P) | Welford Road, Leicester Widzów: 16815 Sędzia: Ashley Rowden |
| 19 marca 200419:45 | Tani Fuga                                                                 | 30:21 |                                                              | Welford Road, Leicester Widzów: 16815 Sędzia: Ashley Rowden |

| 21 marca 200415:00 | London Irish                                                 | 20:21 | Bath                                                         | Madejski Stadium, Reading Widzów: 20840 Sędzia: Tony Spreadbury |
| 21 marca 200415:00 | Barry Everitt 6 (2K) Mark Mapletoft 9 (3K) Paul Sackey 5 (P) | 20:21 | Chris Malone 11 (pd dg 2K) Duncan Bell 5 (P) Lee Mears 5 (P) | Madejski Stadium, Reading Widzów: 20840 Sędzia: Tony Spreadbury |
| 21 marca 200415:00 | Darren Edwards                                               | 20:21 | Martyn Wood                                                  | Madejski Stadium, Reading Widzów: 20840 Sędzia: Tony Spreadbury |

| 26 marca 200419:45 | Sale Sharks                                                                           | 38:20 | Gloucester                                                     | Edgeley Park, Stockport Widzów: 6487 Sędzia: Chris White |
| 26 marca 200419:45 | Charlie Hodgson 2 (pd) Mark Cueto 5 (P) Mike Hercus 16 (P 4pd K) Steve Hanley 15 (3P) | 38:20 | Alex Brown 5 (P) Delarey du Preez 5 (P) Henry Paul 10 (2pd 2K) | Edgeley Park, Stockport Widzów: 6487 Sędzia: Chris White |
| 26 marca 200419:45 | Mark Cueto · Stuart Turner · Stuart Turner                                            | 38:20 |                                                                | Edgeley Park, Stockport Widzów: 6487 Sędzia: Chris White |

| 27 marca 200414:15 | Bath                                         | 23:21 | London Irish                                                | The Recreation Ground, Bath Widzów: 9980 Sędzia: Dave Pearson |
| 27 marca 200414:15 | Alex Crockett 5 (P) Chris Malone 18 (2dg 4K) | 23:21 | Barry Everitt 11 (pd 3K) Nils Mordt 5 (P) Paul Sackey 5 (P) | The Recreation Ground, Bath Widzów: 9980 Sędzia: Dave Pearson |

| 27 marca 200415:00 | Harlequins                                              | 20:23 | Leicester Tigers                                                             | Twickenham Stoop, Londyn Widzów: 7871 Sędzia: Tony Spreadbury |
| 27 marca 200415:00 | Andy Dunne 10 (2pd 2K) Ben Willis 5 (P) Mel Deane 5 (P) | 20:23 | Andy Goode 8 (pd 2K) Austin Healey 5 (P) Henry Tuilagi 5 (P) Neil Back 5 (P) | Twickenham Stoop, Londyn Widzów: 7871 Sędzia: Tony Spreadbury |
| 27 marca 200415:00 | Louis Deacon                                            | 20:23 |                                                                              | Twickenham Stoop, Londyn Widzów: 7871 Sędzia: Tony Spreadbury |

| 27 marca 200415:00 | Northampton Saints                                           | 24:3 | Saracens                 | Franklin’s Gardens, Northampton Widzów: 12003 Sędzia: Roy Maybank |
| 27 marca 200415:00 | Bruce Reihana 10 (2P) Darren Fox 5 (P) Shane Drahm 9 (3pd K) | 24:3 | Thomas Castaignede 3 (K) | Franklin’s Gardens, Northampton Widzów: 12003 Sędzia: Roy Maybank |
| 27 marca 200415:00 | Tevita Taumoepeau                                            | 24:3 | Ben Broster              | Franklin’s Gardens, Northampton Widzów: 12003 Sędzia: Roy Maybank |

| 28 marca 200414:30 | Leeds Tykes                                                                      | 30:30 | Newcastle Falcons                                                | Headingley Rugby Stadium, Headingley Widzów: 4907 Sędzia: David Rose |
| 28 marca 200414:30 | Andre Snyman 5 (P) Gordon Ross 15 (3pd 3K) Tom Palmer 5 (P) Tristan Davies 5 (P) | 30:30 | Dave Walder 20 (pd dg 5K) Michael Stephenson 5 (P) Tom May 5 (P) | Headingley Rugby Stadium, Headingley Widzów: 4907 Sędzia: David Rose |

| 28 marca 200415:00 | London Wasps                                                                                                | 39:11 | Rotherham Titans                      | Adams Park, High Wycombe Widzów: 6757 Sędzia: Ashley Rowden |
| 28 marca 200415:00 | Alex King 14 (4pd 2K) Craig Dowd 5 (P) Kenny Logan 5 (P) Mark Denney 5 (P) Rob Howley 5 (P) Tom Voyce 5 (P) | 39:11 | Jon Pritchard 5 (P) Phil Jones 6 (2K) | Adams Park, High Wycombe Widzów: 6757 Sędzia: Ashley Rowden |

| 2 kwietnia 200419:45 | Rotherham Titans                                                      | 20:34 | Leeds Tykes                                                         | Millmoor, Rotherham Widzów: 2750 Sędzia: Roy Maybank |
| 2 kwietnia 200419:45 | Bloues Volschenk 5 (P) Cornelius van Zyl 5 (P) Phil Jones 10 (2pd 2K) | 20:34 | Diego Albanese 5 (P) Gordon Ross 24 (2P 4pd 2K) Rob Rawlinson 5 (P) | Millmoor, Rotherham Widzów: 2750 Sędzia: Roy Maybank |
| 2 kwietnia 200419:45 | Colin Noon · Mike Umaga                                               | 20:34 | Colm Rigney                                                         | Millmoor, Rotherham Widzów: 2750 Sędzia: Roy Maybank |

| 3 kwietnia 200414:15 | Bath                                                                           | 16:12 | Sale Sharks                                    | The Recreation Ground, Bath Widzów: 9980 Sędzia: Tony Spreadbury |
| 3 kwietnia 200414:15 | Chris Malone 3 (K) Michael Lipman 5 (P) Olly Barkley 3 (K) Zak Feauʻnati 5 (P) | 16:12 | Andrew Sheridan 5 (P) Charlie Hodgson 7 (P pd) | The Recreation Ground, Bath Widzów: 9980 Sędzia: Tony Spreadbury |

| 3 kwietnia 200414:45 | Saracens                                 | 8:16 | Gloucester                                | Vicarage Road, Watford Widzów: 6907 Sędzia: Dave Pearson |
| 3 kwietnia 200414:45 | Morgan Williams 5 (P) Nicky Little 3 (K) | 8:16 | Henry Paul 11 (pd 3K) Marcel Garvey 5 (P) | Vicarage Road, Watford Widzów: 6907 Sędzia: Dave Pearson |
| 3 kwietnia 200414:45 | Kris Chesney                             | 8:16 | Junior Paramore                           | Vicarage Road, Watford Widzów: 6907 Sędzia: Dave Pearson |

| 4 kwietnia 200415:00 | London Irish          | 15:15 | Harlequins                                             | Madejski Stadium, Reading Widzów: 9574 Sędzia: Chris White |
| 4 kwietnia 200415:00 | Barry Everitt 15 (5K) | 15:15 | Andy Dunne 5 (pd K) Ben Willis 5 (P) Simon Keogh 5 (P) | Madejski Stadium, Reading Widzów: 9574 Sędzia: Chris White |

| 4 kwietnia 200415:00 | London Wasps                                                                      | 31:5 | Northampton Saints  | Adams Park, High Wycombe Widzów: 10000 Sędzia: Tony Spreadbury |
| 4 kwietnia 200415:00 | Joe Worsley 5 (P) Mark van Gisbergen 16 (2pd 4K) Tom Voyce 5 (P) Will Green 5 (P) | 31:5 | Bruce Reihana 5 (P) | Adams Park, High Wycombe Widzów: 10000 Sędzia: Tony Spreadbury |

| 4 kwietnia 200415:00 | Newcastle Falcons                                                               | 25:25 | Leicester Tigers                                                       | Kingston Park, Newcastle upon Tyne Widzów: 10000 Sędzia: Sean Davey |
| 4 kwietnia 200415:00 | Dave Walder 10 (2pd 2K) Jon Dunbar 5 (P) Michael Stephenson 5 (P) Tom May 5 (P) | 25:25 | Andy Goode 10 (2pd 2K) Jaco van der Westhuyzen 10 (2P) Neil Back 5 (P) | Kingston Park, Newcastle upon Tyne Widzów: 10000 Sędzia: Sean Davey |

| 16 kwietnia 200419:45 | Leicester Tigers                                                                   | 38:10 | Saracens                                  | Welford Road, Leicester Widzów: 16815 Sędzia: David Rose |
| 16 kwietnia 200419:45 | Andy Goode 18 (3pd 4K) Daryl Gibson 5 (P) Geordan Murphy 10 (2P) Harry Ellis 5 (P) | 38:10 | Kevin Sorrell 5 (P) Nicky Little 5 (pd K) | Welford Road, Leicester Widzów: 16815 Sędzia: David Rose |
| 16 kwietnia 200419:45 | Ben Johnston · Cobus Visagie · Robbie Russell · Steve Sparks                       | 38:10 |                                           | Welford Road, Leicester Widzów: 16815 Sędzia: David Rose |

| 16 kwietnia 200419:45 | Harlequins                                                                     | 43:20 | Rotherham Titans                                                           | Twickenham Stoop, Londyn Widzów: 4758 Sędzia: Wayne Barnes |
| 16 kwietnia 200419:45 | Andy Dunne 18 (P 5pd K) Ceri Jones 10 (2P) Gavin Duffy 10 (2P) Ugo Monye 5 (P) | 43:20 | Jon Benson 2 (pd) Jon Pritchard 5 (P) Mike Wood 5 (P) Phil Jones 8 (pd 2K) | Twickenham Stoop, Londyn Widzów: 4758 Sędzia: Wayne Barnes |

| 18 kwietnia 200414:00 | Northampton Saints                       | 16:6 | Bath                | Franklin’s Gardens, Northampton Widzów: 12005 Sędzia: Chris White |
| 18 kwietnia 200414:00 | Jon Clarke 5 (P) Paul Grayson 11 (pd 3K) | 16:6 | Chris Malone 6 (2K) | Franklin’s Gardens, Northampton Widzów: 12005 Sędzia: Chris White |

| 18 kwietnia 200414:30 | Leeds Tykes                           | 7:11 | London Wasps                                 | Headingley Rugby Stadium, Headingley Widzów: 3194 Sędzia: Dave Pearson |
| 18 kwietnia 200414:30 | Colm Rigney 5 (P) Duncan Hodge 2 (pd) | 7:11 | Mark van Gisbergen 6 (2K) Trevor Leota 5 (P) | Headingley Rugby Stadium, Headingley Widzów: 3194 Sędzia: Dave Pearson |

| 18 kwietnia 200416:00 | Gloucester                                                                                 | 28:13 | London Irish                                | Kingsholm Stadium, Gloucester Widzów: 11000 Sędzia: Roy Maybank |
| 18 kwietnia 200416:00 | Chris Fortey 5 (P) Duncan McRae 3 (dg) Henry Paul 15 (P 2pd 2K) James Simpson-Daniel 5 (P) | 28:13 | Barry Everitt 8 (pd 2K) Michael Horak 5 (P) | Kingsholm Stadium, Gloucester Widzów: 11000 Sędzia: Roy Maybank |

| 23 kwietnia 200419:45 | Sale Sharks                                                                                              | 41:16 | Newcastle Falcons                                      | Edgeley Park, Stockport Widzów: 9486 Sędzia: Roy Maybank |
| 23 kwietnia 200419:45 | Charlie Hodgson 14 (P 3pd K) Mark Cueto 15 (3P) Mike Hercus 2 (pd) Scott Benton 5 (P) Steve Hanley 5 (P) | 41:16 | Dave Walder 8 (pd 2K) Phil Dowson 5 (P) Tom May 3 (dg) | Edgeley Park, Stockport Widzów: 9486 Sędzia: Roy Maybank |
| 23 kwietnia 200419:45 | James Grindal                                                                                            | 41:16 |                                                        | Edgeley Park, Stockport Widzów: 9486 Sędzia: Roy Maybank |

| 1 maja 200414:45 | Gloucester                                                                              | 28:25 | London Wasps                                                                  | Kingsholm Stadium, Gloucester Widzów: 11000 Sędzia: Tony Spreadbury |
| 1 maja 200414:45 | Andy Hazell 5 (P) Henry Paul 13 (2pd 3K) James Simpson-Daniel 5 (P) Marcel Garvey 5 (P) | 28:25 | Alex King 10 (2pd 2K) Fraser Waters 5 (P) Kenny Logan 5 (P) Mark Denney 5 (P) | Kingsholm Stadium, Gloucester Widzów: 11000 Sędzia: Tony Spreadbury |

| 1 maja 200415:00 | Leicester Tigers | 75:13 | Rotherham Titans                                        | Welford Road, Leicester Widzów: 16815 Sędzia: Sean Davey |
| 1 maja 200415:00 | Andy Goode 30 (2P 10pd) Daryl Gibson 5 (P) Geordan Murphy 5 (P) George Chuter 15 (3P) Jaco van der Westhuyzen 5 (P) John Holtby 5 (P) Martin Corry 5 (P) Neil Back 5 (P) | 75:13 | Jason Keyter 5 (P) Jon Pritchard 5 (P) Phil Jones 3 (K) | Welford Road, Leicester Widzów: 16815 Sędzia: Sean Davey |
| 1 maja 200415:00 | Giscard Pieters · Mike Umaga | 75:13 |                                                         | Welford Road, Leicester Widzów: 16815 Sędzia: Sean Davey |

| 2 maja 200414:00 | Harlequins                                               | 25:22 | Bath                                                       | Twickenham Stoop, Londyn Widzów: 7870 Sędzia: Dave Pearson |
| 2 maja 200414:00 | Andy Dunne 5 (pd K) Paul Burke 15 (5K) Simon Keogh 5 (P) | 25:22 | Chris Malone 7 (2pd K) Matt Perry 5 (P) Robbie Fleck 5 (P) | Twickenham Stoop, Londyn Widzów: 7870 Sędzia: Dave Pearson |
| 2 maja 200414:00 | Andy Beattie                                             | 25:22 |                                                            | Twickenham Stoop, Londyn Widzów: 7870 Sędzia: Dave Pearson |

| 2 maja 200414:30 | Leeds Tykes                                              | 15:31 | Northampton Saints                                                                          | Headingley Rugby Stadium, Headingley Widzów: 4239 Sędzia: Steve Lander |
| 2 maja 200414:30 | Alan Dickens 5 (P) David Rees 5 (P) Gordon Ross 5 (pd K) | 15:31 | Ben Cohen 10 (2P) Darren Fox 5 (P) Nick Beal 5 (P) Paul Grayson 3 (K) Shane Drahm 8 (pd 2K) | Headingley Rugby Stadium, Headingley Widzów: 4239 Sędzia: Steve Lander |
| 2 maja 200414:30 | Tristan Davies                                           | 15:31 |                                                                                             | Headingley Rugby Stadium, Headingley Widzów: 4239 Sędzia: Steve Lander |

| 2 maja 200415:00 | Newcastle Falcons                                         | 15:16 | London Irish                                                   | Kingston Park, Newcastle upon Tyne Widzów: 8723 Sędzia: Wayne Barnes |
| 2 maja 200415:00 | Dave Walder 5 (pd K) Mathew Tait 5 (P) Warren Britz 5 (P) | 15:16 | Barry Everitt 6 (2K) Mark Mapletoft 5 (pd K) Neal Hatley 5 (P) | Kingston Park, Newcastle upon Tyne Widzów: 8723 Sędzia: Wayne Barnes |
| 2 maja 200415:00 | Warren Britz                                              | 15:16 |                                                                | Kingston Park, Newcastle upon Tyne Widzów: 8723 Sędzia: Wayne Barnes |

| 2 maja 200415:00 | Saracens                                                                                     | 39:23 | Sale Sharks                                      | Vicarage Road, Watford Widzów: 6917 Sędzia: Roy Maybank |
| 2 maja 200415:00 | Kevin Sorrell 5 (P) Nicky Little 19 (2pd 5K) Richard Haughton 5 (P) Thomas Castaignede 5 (P) | 39:23 | Charlie Hodgson 13 (2pd 3K) Steve Hanley 10 (2P) | Vicarage Road, Watford Widzów: 6917 Sędzia: Roy Maybank |
| 2 maja 200415:00 | Andy Titterrell                                                                              | 39:23 |                                                  | Vicarage Road, Watford Widzów: 6917 Sędzia: Roy Maybank |

| 8 maja 200415:00 | Bath                                                                                              | 41:7 | Gloucester                               | The Recreation Ground, Bath Widzów: 9980 Sędzia: Steve Lander |
| 8 maja 200415:00 | Alex Crockett 5 (P) Andy Beattie 5 (P) Chris Malone 21 (3pd 5K) Lee Mears 5 (P) Wylie Human 5 (P) | 41:7 | Delarey du Preez 5 (P) Henry Paul 2 (pd) | The Recreation Ground, Bath Widzów: 9980 Sędzia: Steve Lander |

| 8 maja 200415:00 | Leeds Tykes                                                                             | 20:31 | Sale Sharks                                                         | Headingley Rugby Stadium, Headingley Widzów: 4036 Sędzia: Tony Spreadbury |
| 8 maja 200415:00 | Dan Hyde 5 (P) Duncan Hodge 2 (pd) Gordon Ross 3 (K) Matt Cardey 5 (P) Tom Palmer 5 (P) | 20:31 | Charlie Hodgson 21 (P 2pd dg 3K) Chris Jones 5 (P) Mark Cueto 5 (P) | Headingley Rugby Stadium, Headingley Widzów: 4036 Sędzia: Tony Spreadbury |
| 8 maja 200415:00 | Gary Powell                                                                             | 20:31 | Mark Cueto · Phil Davies                                            | Headingley Rugby Stadium, Headingley Widzów: 4036 Sędzia: Tony Spreadbury |

| 8 maja 200415:00 | London Irish                                                  | 14:20 | Saracens                                                                        | Madejski Stadium, Reading Widzów: 9856 Sędzia: Dave Pearson |
| 8 maja 200415:00 | Barry Everitt 3 (K) Justin Bishop 5 (P) Mark Mapletoft 6 (2K) | 14:20 | Nicky Little 5 (pd K) Richard Hill 5 (P) Robbie Kydd 5 (P) Simon Raiwalui 5 (P) | Madejski Stadium, Reading Widzów: 9856 Sędzia: Dave Pearson |
| 8 maja 200415:00 | Rob Hoadley                                                   | 14:20 |                                                                                 | Madejski Stadium, Reading Widzów: 9856 Sędzia: Dave Pearson |

| 8 maja 200415:00 | London Wasps                          | 17:48 | Leicester Tigers                                                                    | Adams Park, High Wycombe Widzów: 10000 Sędzia: Ashley Rowden |
| 8 maja 200415:00 | Alex King 12 (4K) Stuart Abbott 5 (P) | 17:48 | Andy Goode 28 (2P 6pd 2K) Austin Healey 10 (2P) Harry Ellis 5 (P) Ollie Smith 5 (P) | Adams Park, High Wycombe Widzów: 10000 Sędzia: Ashley Rowden |
| 8 maja 200415:00 | Martin Corry                          | 17:48 |                                                                                     | Adams Park, High Wycombe Widzów: 10000 Sędzia: Ashley Rowden |

| 8 maja 200415:00 | Northampton Saints                     | 18:17 | Harlequins                                                              | Franklin’s Gardens, Northampton Widzów: 12048 Sędzia: Roy Maybank |
| 8 maja 200415:00 | Darren Fox 5 (P) Shane Drahm 8 (pd 2K) | 18:17 | Andy Dunne 2 (pd) Gavin Duffy 5 (P) George Harder 5 (P) Jim Evans 5 (P) | Franklin’s Gardens, Northampton Widzów: 12048 Sędzia: Roy Maybank |

| 8 maja 200415:00 | Rotherham Titans                          | 20:26 | Newcastle Falcons                                                 | Don Valley Stadium, Sheffield Widzów: 5203 Sędzia: Rob Debney |
| 8 maja 200415:00 | Mike Umaga 5 (P) Phil Jones 15 (P 2pd 2K) | 20:26 | Dave Walder 16 (2pd 4K) Jon Dunbar 5 (P) Michael Stephenson 5 (P) | Don Valley Stadium, Sheffield Widzów: 5203 Sędzia: Rob Debney |
| 8 maja 200415:00 | Des Tuiali'i                              | 20:26 |                                                                   | Don Valley Stadium, Sheffield Widzów: 5203 Sędzia: Rob Debney |

## Faza pucharowa
|  |                    |                    |           |      |      |              |              |       |
|  | Półfinały          | Półfinały          | Półfinały |      |      | Finał        | Finał        | Finał |
|  | Półfinały          | Półfinały          | Półfinały |      |      | Finał        | Finał        | Finał |
|  |                    |                    |           |      |      |              |              |       |
|  |                    |                    |           |      |      |              |              |       |
|  |                    |                    |           | Bath | Bath | 6            |              |       |
|  |                    |                    |           | Bath | Bath | 6            |              |       |
|  | London Wasps       | London Wasps       | 57        |      |      | London Wasps | London Wasps | 10    |
|  | London Wasps       | London Wasps       | 57        |      |      | London Wasps | London Wasps | 10    |
|  | Northampton Saints | Northampton Saints | 20        |      |      |              |              |       |
|  | Northampton Saints | Northampton Saints | 20        |      |      |              |              |       |

| 16 maja 200414:00 | London Wasps | 57:20 | Northampton Saints                                                            | Adams Park, High Wycombe Widzów: 6219 Sędzia: Chris White |
| 16 maja 200414:00 | Alex King 3 (K) Ayoola Erinle 5 (P) Lawrence Dallaglio 10 (2P) Mark van Gisbergen 14 (7pd) Paul Volley 5 (P) Stuart Abbott 5 (P) Tim Payne 5 (P) Tom Voyce 10 (2P) | 57:20 | Andrew Blowers 5 (P) Bruce Reihana 6 (2K) Nick Beal 5 (P) Shane Drahm 4 (2pd) | Adams Park, High Wycombe Widzów: 6219 Sędzia: Chris White |

| 29 maja 200418:00 | Bath                  | 6:10 | London Wasps                                                   | Twickenham Stadium Londyn Widzów: 59500 Sędzia: Chris White |
| 29 maja 200418:00 | Chris Malone 6 (dg K) | 6:10 | Alex King 3 (dg) Mark van Gisbergen 2 (pd) Stuart Abbott 5 (P) | Twickenham Stadium Londyn Widzów: 59500 Sędzia: Chris White |